# Josef Hirthammer

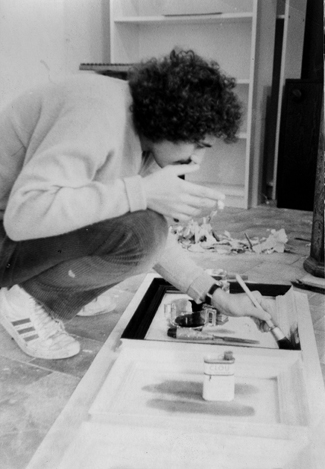
Josef Hirthammer im Alter von 25 Jahren

Josef Hirthammer (* 1951 in Bad Reichenhall) ist ein deutscher Maler, Bildhauer und Fotograf.

## Die ersten künstlerischen Schritte
Josef Hirthammer wurde 1951 in Bad Reichenhall geboren. Seine Familie hatte sich in den Nachkriegsjahren eine kleine Lebensmittelfabrikation erarbeitet. In einem rein wirtschaftlich orientierten Elternhaus hatte er keine Berührung mit Kunst. Mit 16 Jahren lernte er über eine Mitschülerin den Maler Hermann Ober – ihren Vater – kennen. Sofort war er von dieser Persönlichkeit und seiner Kunst fasziniert. Bei mehreren Aufenthalten in dessen Atelier im Salzburger Kunstverein fertigte Josef Hirthammer erste Druckgrafiken in der Technik des Linolschnitts an. Schon bald wanderte er durch alle Ateliers des Künstlerhauses und lernte dadurch die unterschiedlichsten Kunstrichtungen der damaligen Zeit kennen. Nach dem Abitur und anschließendem Wehrdienst zog er jung verheiratet nach München, um dort Kunst zu studieren.

## Die Studienjahre

Schabeisen, Installation

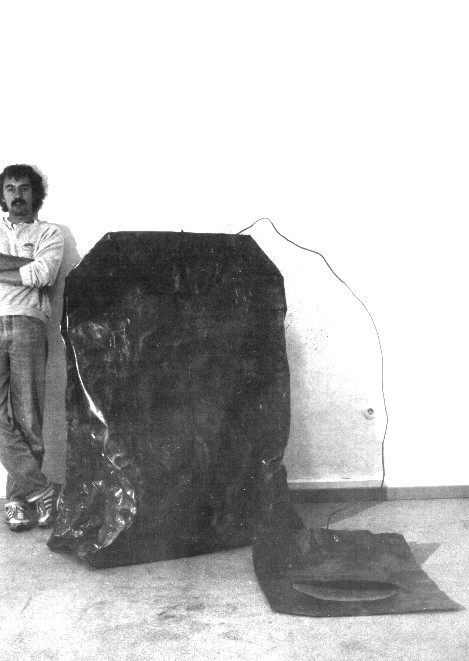
Josef Hirthammer mit seiner Skulptur Teebeutel

Im Studium lernte er die Werke der Maler Ernst Fuchs, Karl Korab und Friedrich Meckseper kennen und lieben und schuf zahlreiche kleine Malereien und Tiefdrucke in deren Technik und Darstellung. Eine weitere Faszination übten die Bilder von Horst Janssen auf den Studenten Hirthammer aus. Er selbst entwickelte eine Darstellung seiner Bilder kombiniert aus den Facetten dieser Vorbilder. Als liebstes Kompositionsmerkmal benutzte er häufig die Reihung. Erste Ausstellungen in kleinen Galerien in München ermöglichten ihm die problemlose Finanzierung seines Studiums.

## Die Künstlergruppe Zeichen
Ende der 1970er Jahre schuf Hirthammer zahlreiche Objekte mit vorgefundenen Materialien. Er bezeichnete sich damals als „Spurensucher“. Zusammen mit Karol Hurec, Klaus Neuper und Jürgen Schehak gründete er 1980 die Gruppe Zeichen. 1978 begann Josef Hirthammer, sich mit dem Gebrauchsgegenstand Teebeutel intensiv auseinanderzusetzen. In Folge entstanden vielfältige Objekte und Plastiken mit diesem Wegwerfobjekt.
Zarte Zeichnungen über mit vielen aneinander gereihten Teebeuteln geformten Objekten bis zu überdimensionalen Teebeuteln aus Kupfer wurden in der legendären Galerie Studio F in Stuttgart ausgestellt. Installationen und Objektkästen mit den verschiedensten Fundobjekten entstanden in diesen wenigen Jahren. In diesem Zeitabschnitt sind auch die Wurzeln für seine spätere, über Jahrzehnte andauernde Beschäftigung in und mit der Natur zu finden.

## Basel und seine Zeitgenossen

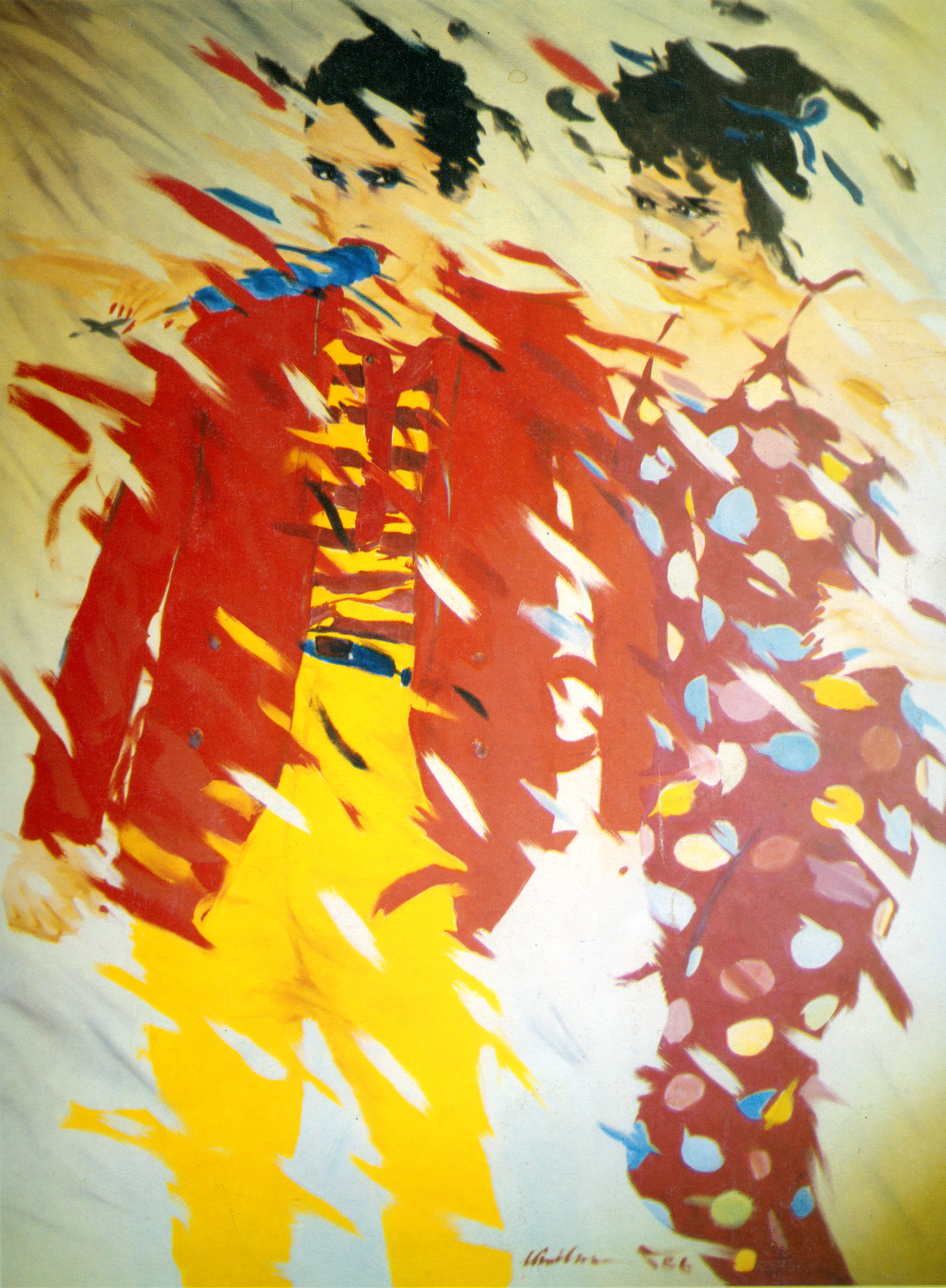
Dolce Vita, Öl auf Leinwand, 150 cm × 200 cm, 1986

Im Jahre 1982 vollzog Josef Hirthammer eine radikale Zäsur in seiner Kunst. Fortan beschäftigte er sich mit seinen Zeitgenossen. Großformatige Malerei und Wachsstiftzeichnungen entstanden immer mit dem Motiv Mensch. Mit Porträts von „coolen“ Frauen und Männern, wie sie in typischen In-Szenen in jeder Großstadt anzutreffen waren, dokumentierte er gewagt mit wenigen Pinselstrichen den Zeitgeist dieser Jahre. In den nachfolgenden Jahren wurde sein Name ein Synonym für zeitkritische, figurative und plakative Malerei seiner Mitmenschen. Zweifelsfrei war es für den Künstler Aufarbeitung und Persiflage zugleich einer mehr und mehr ausufernden Gesellschafts- und Lebensform.

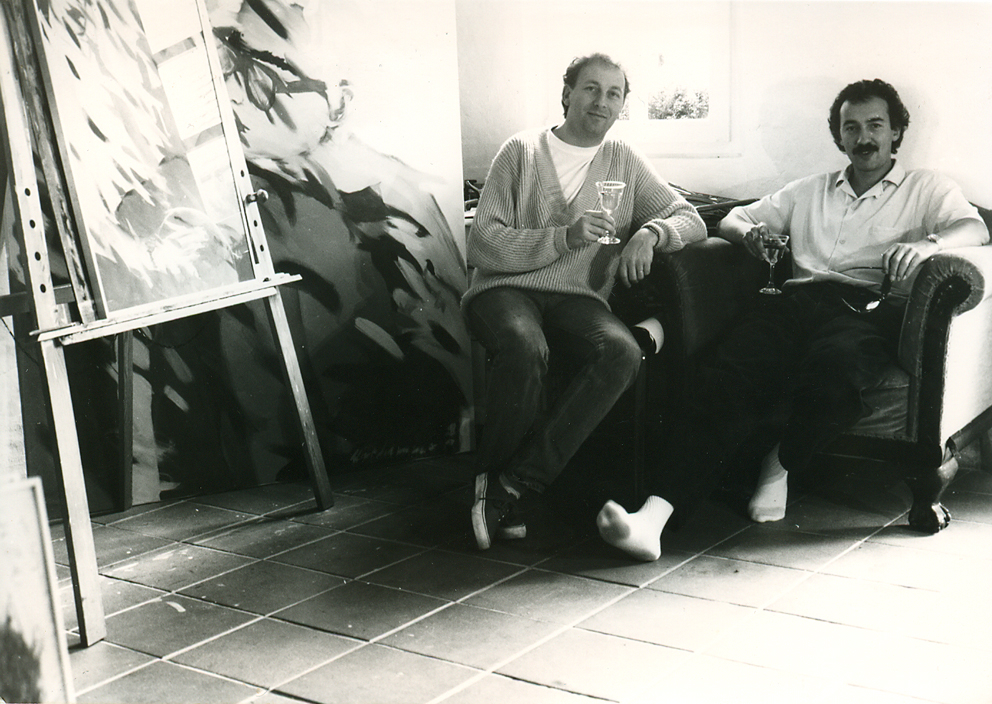
Josef Hirthammer mit Galerist und Kurator Jean Kämpf, 1985

Seine Gemälde und Zeichnungen wurden mehrere Jahre in Folge als One-Man-Show auf der Art Basel präsentiert und ließen ihn zu einem gesuchten jungen Künstler seiner Zeit werden. In diesen Jahren lernte er den Schweizer Galeristen, Kurator und Sammler Jean Kämpf kennen. Daraus entwickelte sich eine langjährige intensive Freundschaft und eine enge wirtschaftliche Zusammenarbeit.

## Naturaler Pan-Sensualismus

Samenstand, Öl auf Leinwand, 80 × 120 cm

Auch bereits im selben Jahr widmete sich Josef Hirthammer ideologisch der Kunst mit und in der Natur. Erste Arbeiten seines nun folgenden Kunstschaffens – die Naturkunst – entstanden. An die Öffentlichkeit ging er damit allerdings erst Anfang der 90er Jahre.
1987 entwickelte er sein Großprojekt Naturschach, eine künstlerische Formulierung des globalen menschlichen Eingriffs in die Natur durch Architektur.
Ebenfalls in diesem Jahr realisierte er sein Naturprojekt Häutung. Er entnahm dem Erdboden 30 cm × 30 cm große Wiesenstücke und goss sie in Acryl. Er häutete die Erde und versiegelte die offenen Wunden mit datierten und signierten Aluminiumplatten.
Der Öffentlichkeit präsentierte Josef Hirthammer seine neue Kunst – den naturalen Pan-Sensualismus – erstmals in einer umfangreichen Ausstellung in Solothurn in der Schweiz im Jahre 1993. Viele Ausstellungen, vornehmlich in der Schweiz und in Deutschland, präsentierten in den folgenden Jahren seine Naturkunst mit Objekten, Fotografie und Malerei.
1997 realisierte er sein Projekt 10 Städte. Jeweils 4 blue pieces of happy nature wurden als Schenkung an 10 deutsche Großstädte verschickt, verbunden mit dem Wunsch an die jeweiligen Kulturreferenten, die geschenkten Objekte in einer gemeinsamen Ausstellung zu präsentieren. Die länderübergreifende Aktion wurde letztendlich nicht vollendet, da sich einige Städte nicht beteiligten. Die geschenkte Kunst wurde aber angenommen.
Ein weiterer Höhepunkt in seinem künstlerischen Schaffen ist das Großprojekt Spuren der Natur. In einer Wanderausstellung beabsichtigt Josef Hirthammer, 12 einzelne Installationen in deutschen Innenstädten aufzubauen, die 3 Wochen lang jeweils die Innenstädte okkupieren. Die aufwändige Durchführung ist noch nicht terminiert. 2001 ging er damit an die Öffentlichkeit.

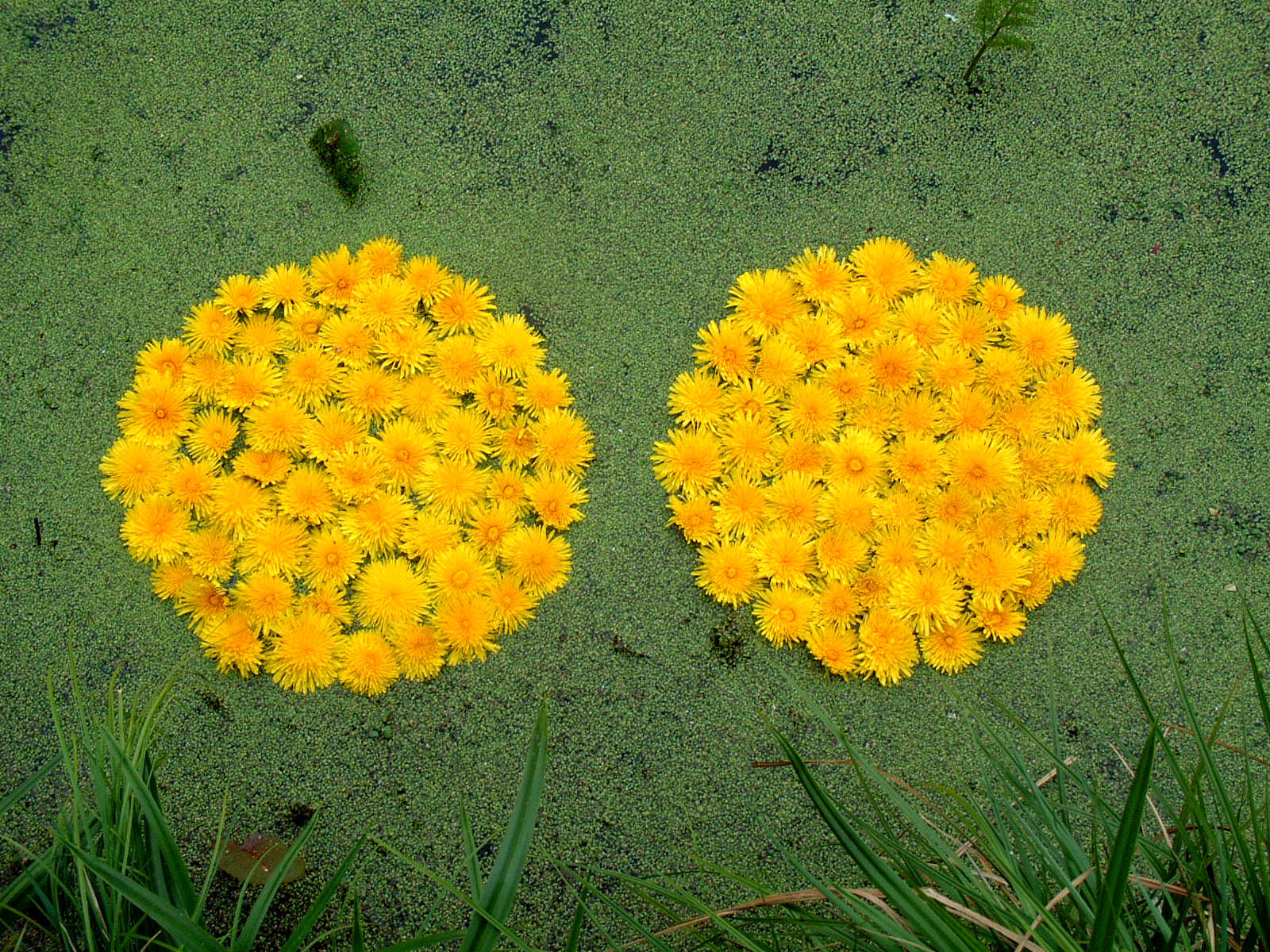
Naturinstallation 2003

2003 schuf Josef Hirthammer in der näheren Umgebung seines Wohnortes 20 Installationen in und mit der Natur. Er ordnete und strukturierte das bestehende Chaos der Natur um. Tagelang sammelte er Blüten, die dann geordnet in andere Orte eingebunden wurden. Diese teils sehr mühsamen Umstrukturierungen waren und sind von kurzer Dauer. Sie werden fotografisch festgehalten.

## Josef Josati
Die enorme Vielfalt seiner Kunst wird 2007 ergänzt durch eine Neuinterpretation seiner Thematik Menschendarstellung. Da diese entstandenen und entstehenden Werke für den Betrachter so andersartig erscheinen, signiert er die neuen Werke dieser Richtung mit dem Pseudonym Josef Josati. Malerei und Zeichnung, Druckgrafik und Skulptur gehören zu diesem Repertoire. Auch neue gegenstandslose Malerei ist mit diesem Pseudonym signiert.

## Aktuell

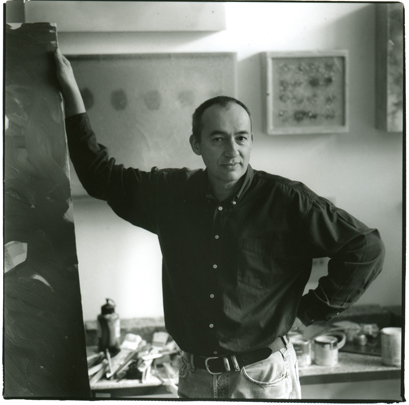
Josef Hirthammer, fotografiert von Andreas Riedel 2001

Josef Hirthammer gilt als einer der vielseitigsten Künstler unserer Zeit und hat in den 40 Jahren seiner künstlerischen Tätigkeit eine Vielzahl an Kunstwerken geschaffen. Über die Jahre hinweg hat er die beiden Hauptbereiche „Zeitgenossen“ und „Natur“ als primäre Schaffensfelder intensiviert und immer wieder neu gestaltet. Seine aktuellen Werke sind große Installationen, die Josef Hirthammer durch meisterhafte Zeichnungen dokumentiert und als big nature bezeichnet.

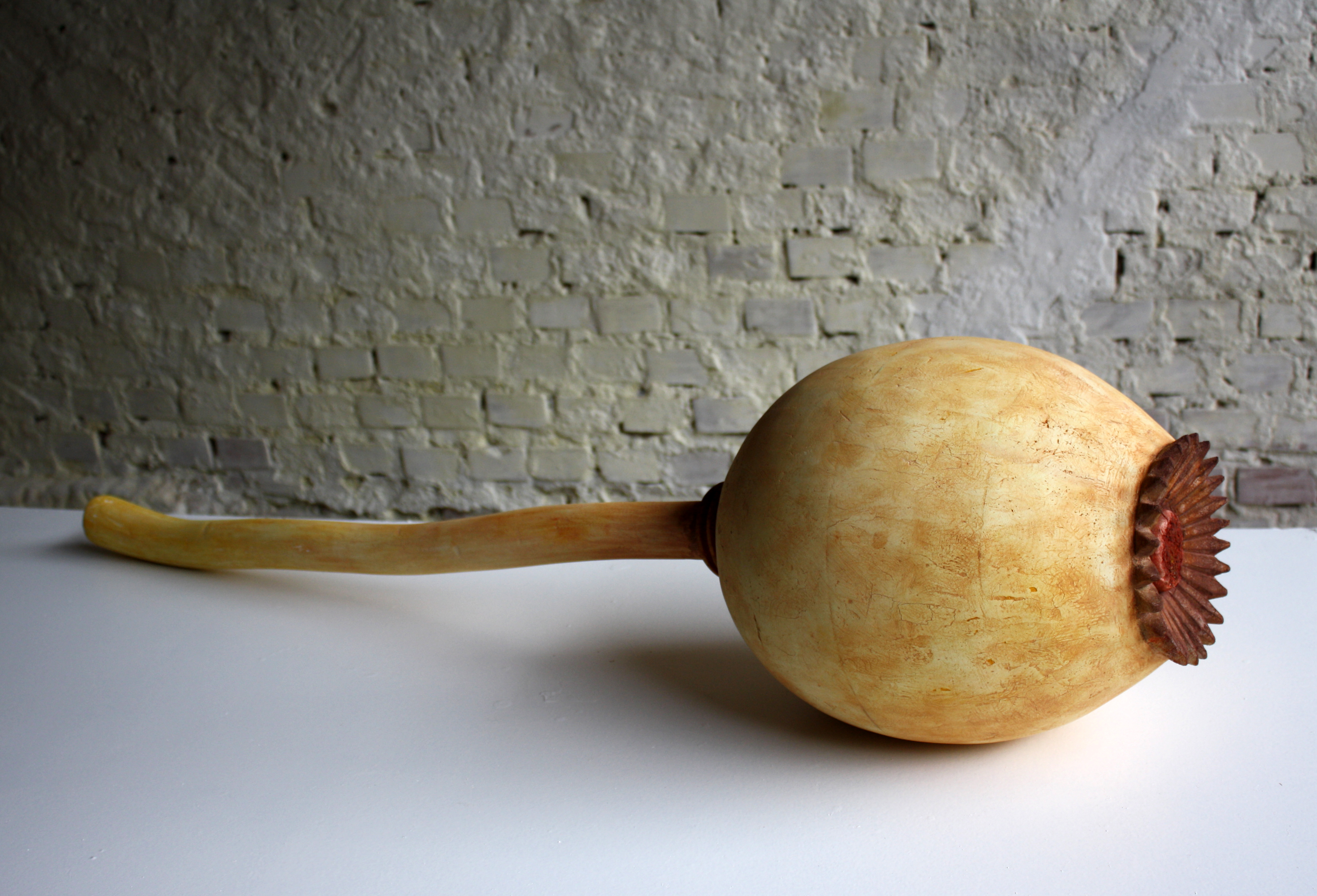
Objekt 40 cm × 200 cm × 45 cm, 2011

## Wichtige Ausstellungen
- 1970 Aktives Mitglied im Salzburger Kunstverein
- 1978–80 Die Teebeutel – Geschichte, Objektkunst; Arbeiten mit verschiedenen Materialien
- 1979 Ausstellungen in München, Nizza, Frankfurt, Ulm
- 1980 Gründungsmitglied der Gruppe „ZEICHEN“
- 1980 Preisträger der 6. Internationalen Grafikbiennale in Frechen/Frankfurt a. M.
- 1980 Projekt Naturarche, Ein Beitrag als Hinweis zur globalen Umweltzerstörung.
- 1980 München im Kopf, Ausstellung Zeitgenossen
- 1982 Einzelausstellungen „Frauen on my mind“
- 1982–86 Kunstmesse Art Basel, one man show, jährlich
- 1982–86 Ausstellungen in Berlin, München, Nürnberg, New York, Nizza,
- 1984 Preisträger Eight British Print Biennale
- 1986 International Impact Art Festival, Kyoto – Japan
- 1987 Frauen im Großformat, Frankfurt
- 1987 Projekt Naturschach, Kreislauf der Naturzerstörung durch Architektur
- 1987 Projekt Häutung, Erde und Gras hinter Glas, Relikte für das Jahr 2500, Basel
- 1989 Narziss und Graue Maus, Düsseldorf
- 1990 Naturaler Pan-Sensualismus, eine neue Form der Objektkunst entsteht
- 1993 solo Naturaler Pan-Sensualismus, Solothurn, Schweiz
- 1994 Naturaler Pan-Sensualismus again, Basel, Schweiz
- 1995 les fleurs, Galerie Albrecht München
- 1996 blue pieces of happy nature, Alte Saline Bad Reichenhall
- 1996 Naturschach, Präsentation des Modells, Kunstbureau Steininger, Freilassing
- 1997 Projekt „10 Städte“, eine Schenkungsaktion zu Gunsten eines Projektes zur Erhaltung der Natur
- 2000 only roses, Galerie Kämpf Basel
- 2001 Spuren der Natur, Wanderausstellung für 12 deutsche Städte
- 2003 20 gefundene Orte, 20 mal Kunst in der Natur mit der Natur
- 2004 anewway – Josef Josati, die Farbe als poetische Spurengebung.
- 2005 Arbeiten in und mit der Natur, Dokumentation als Video, Foto und Malerei
- 2007 Neue Bilder figurativ, Neue Phase der sensualfigurativen Gestaltung
- 2011 Totentanz, Museum Junge Kunst Frankfurt (Oder), Ausstellung zum 200. Todestag Heinrich von Kleist
- 2011 big nature, kreativ vergrößerte Samen der Flora
- 2011 Vom Ende der Zeit, Diözesanmuseum Bamberg
- 2012 Querschnitt, GALERIE VON&VON
- 2013 Skope Basel, Galerie VON&VON, Nürnberg
- 2013 Farbe und Form, RED CORRIDOR Galerie, Fulda
- 2013 ART.FAIR Köln
- 2014 ART.FAIR Köln
- 2014 nature and art, Hirschwirtscheuer, Museumsgruppe Würth
- 2015 Positions Berlin Art Fair
- 2015 ART KARLSRUHE
- 2015 Licht und Farbe, Galerie VON&VON, Nürnberg
- 2016 Flowers and more, red corridor gallery Fulda
- 2017 Äpfel und Birnen und anderes Gemüse, Museum Würth Künzelsau
- 2018 Samen und G:E:N, Heimatministerium Nürnberg
- 2019 Paradise lost, Galerie Alp Frankfurt
- 2019 Josef Hirthammer, Künstlerportrait, Film im Bayerischen Fernsehen
- 2020 Happy flowers, Großinstallation Fürth
- 2021 fourty 4, Retrospektive, Galerie VON&VON Nürnberg

## Öffentliche Sammlungen
- Sammlung Würth, Museum Würth
- Sammlung Böttingerhaus, Bamberg
- Sammlung Kämpf, Basel

## Auszeichnungen
- Preisträger der 6. Internationalen Grafikbiennale in Frechen/Frankfurt a. M., 1980
- Preisträger Eight British Print Biennale, 1984
- International Impact Art Festival, Kyoto – Japan, 1986

## Textnachweise
- Reinhold Wurster, Kunstkritiker: ein abrasierter Emotionsfetzen. Südwest Presse Kulturspiegel, Dezember 1981
- Alexandra Hänggi, Kunstkritikerin: Interview.  Basler Zeitung, September 1994
- Norbert Jung, Domvikar: Vom Ende der Zeit. Totentanz im Wandel der Geschichte, Katalog zur Ausstellung im Diözesanmuseum Bamberg, 2011, S. 28–29.
- Carla Steininger, Kuratorin:  blue pieces of happy nature. Ausstellungsdokumentation Alte Saline, Bad Reichenhall 1994, S. 9–14.
- Helmut Bachmaier: Spuren der Natur. Dokumentation, 2001, ISBN 3-89014-186-2